# Рахманов, Павел Александрович
Па́вел Алекса́ндрович Рахма́нов (1769, Волоколамский уезд — 1845, Москва, Российская империя) — русский военный, генерал-майор. Участник Отечественной войны 1812 года. Брат сенатора Дмитрия Александровича Рахманова.

## Биография
Происходил из дворян Волоколамского уезда Московской губернии. Службу начал каптенармусом в лейб-гвардии Преображенском полку. Участвовал в русско-шведской войне (1788—1790), и 1 января 1790 года был произведён в прапорщики. В 1792 и 1794 годах воевал с поляками, будучи волонтёром при Московском мушкетёрском полку. За боевые отличия в 1792 году произведён в подпоручики, а в 1794 году — в поручики с переводом в Бомбардирскую роту. 17 декабря 1796 года произведён в капитан-поручики и 13 апреля 1797 — в капитаны. 8 сентября 1798 года по прошению был уволен из Преображенского полка полковником. 21 марта он был определён командиром Шлиссельбургского мушкатерского полка, был с ним в швейцарском походе в корпусе генерал-лейтенанта А. М. Римского-Корсакова, участвовал в битве под Цюрихом. За это 20 декабря 1799 года был пожалован в генерал-майоры. Вернувшись в Россию, вышел в отставку 28 марта 1800 года.
В 1804 году был выбран Волоколамским уездным предводителем дворянства и занимал эту должность до 1 января 1828 года. В 1807 был избран начальником земской милиции Волоколамского и Клинского уездов. Во время Отечественной войны 1812 года занимался формированием отрядов народного ополчения. Принимал участие в боях под Можайском и селом Крымским, под Малоярославцем, Вязьмой и Красным. В 1813 году участвовал в осаде Модлина и Данцига. В мае 1814 года ушёл в отставку.
6 сентября 1823 года Рахманову был пожалован чин тайного советника. Жил в Москве. По утверждению Русского биографического словаря, Рахманов был очень популярною личностью в высшем московском обществе, и в переписке того времени его имя часто упоминается. Он умер в 1845 году.

## Память
В его честь получил название Рахмановский переулок в Москве. В начале XIX века Павлу Александровичу принадлежал участок 1/24 в этом переулке.

## Награды
- Орден Св. Анны 1-й ст.;
- Орден Св. Владимира 3-й ст.;
- Мальтийский крест;
- Крест «За взятие Праги»;
- золотая шпага «за храбрость» с алмазами.